# ジョアン・コプチェク

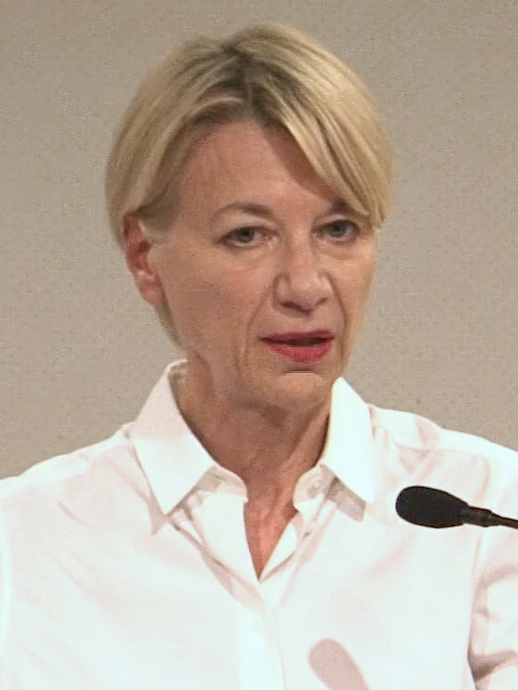

ジョアン・コプチェク（Joan K. Copjec）は、アメリカの哲学者、批評家、映画理論家。ラカン派精神分析批評、ジジェク派の代表的な人物である。
ホイートン大学で学士(B.A.)、ウィスコンシン大学マディソン校で修士(M.A.)、ニューヨーク大学でPh.D.取得。元ニューヨーク州立大学バッファロー校教授(英文学、比較文学、メディア研究)、ブラウン大学精神分析・文化研究所長、同研究所の学術雑誌『Umbr(a): A Journal of the Unconscious』編集長。1991年からブラウン大学教授(英語・比較文学)。

## 著書
- Read my desire : Lacan against the historicists, (MIT Press, 1994).
 梶理和子, 下河辺美知子訳『わたしの欲望を読みなさい――ラカン理論によるフーコー批判』（青土社, 1998年）
- Imagine there's no woman : ethics and sublimation, (MIT Press, 2002).
鈴木英明, 中山徹, 村山敏勝訳『＜女＞なんていないと想像してごらん――倫理と昇華』（河出書房新社, 2004年）